# Oleśnica
Oleśnica este un oraș în Polonia.